# Simon Hollingsworth
Simon Hollingsworth, född 9 maj 1972, är en australisk friidrottare. Han deltog vid olympiska sommarspelen 1992 och olympiska sommarspelen 1996.